# Kanál

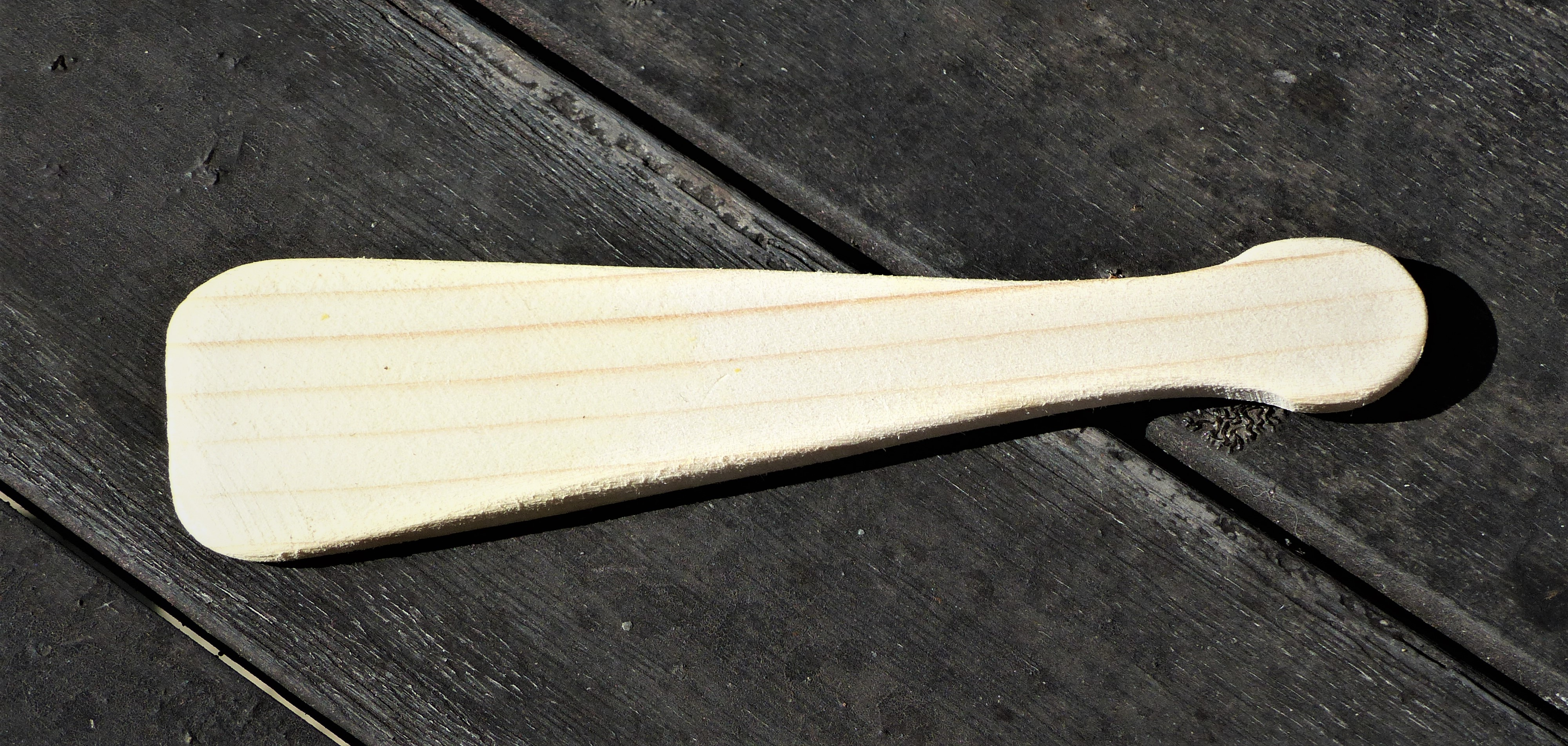
Csángó fakanál (lapocka)

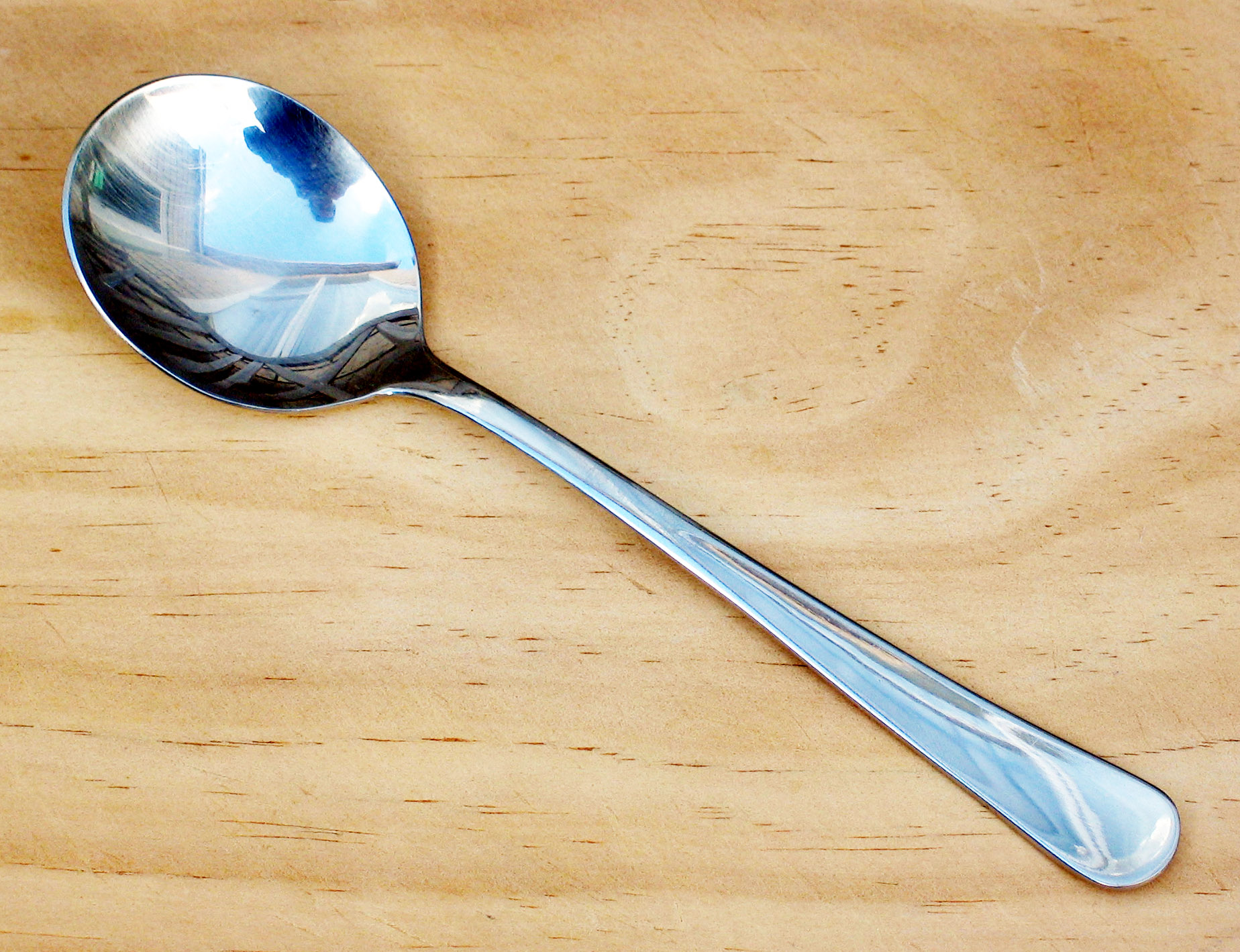
Rozsdamentes acélból készült kanál

A kanál (latinul cochlear, lingula), kalán: fémből, műanyagból, fából, csontból, porcelánból vagy üvegből készített folyadékmerítő eszköz, melyet a folyadék felvételére szolgáló homorú rész és az ennek tartására való nyél alkot.

## Fajtái és gyártása

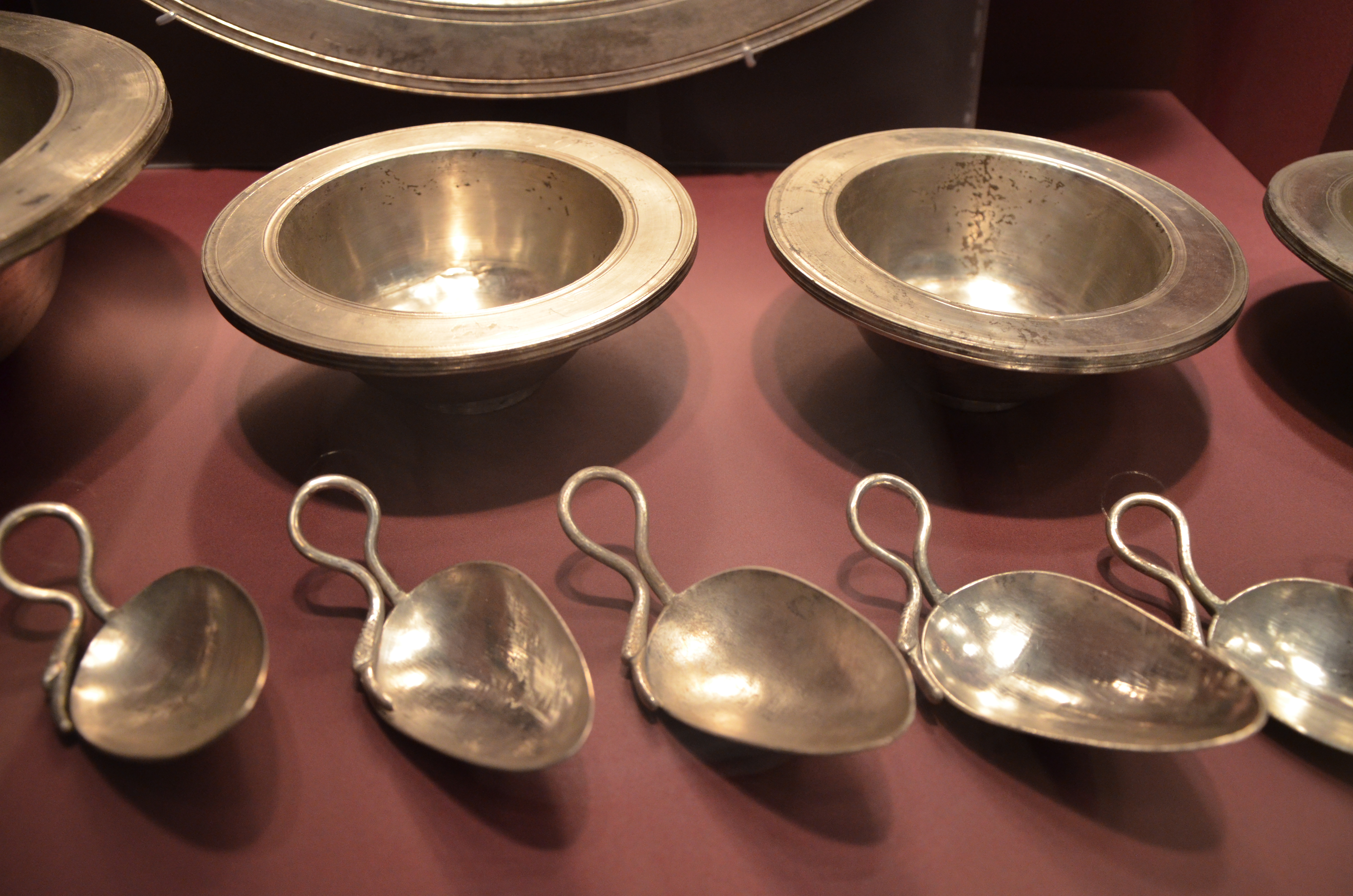
A svájci Kaiseraugst római erődjében (castellum Rauriacense) az 1962 tavaszán véletlenül kidózerolt ezüst étkészlet egyik tálja és kanalai

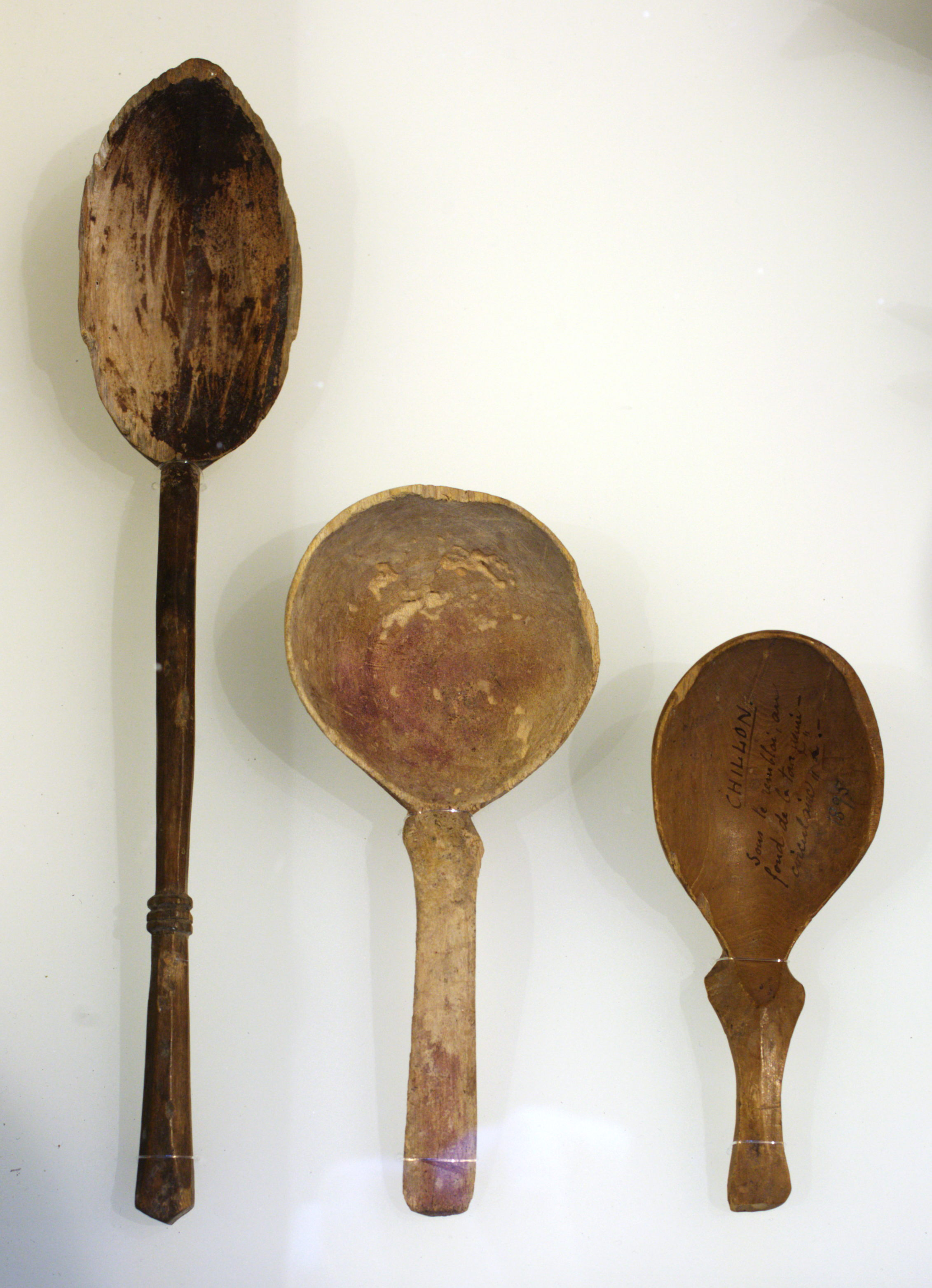
Középkori kanalak Chillon várában

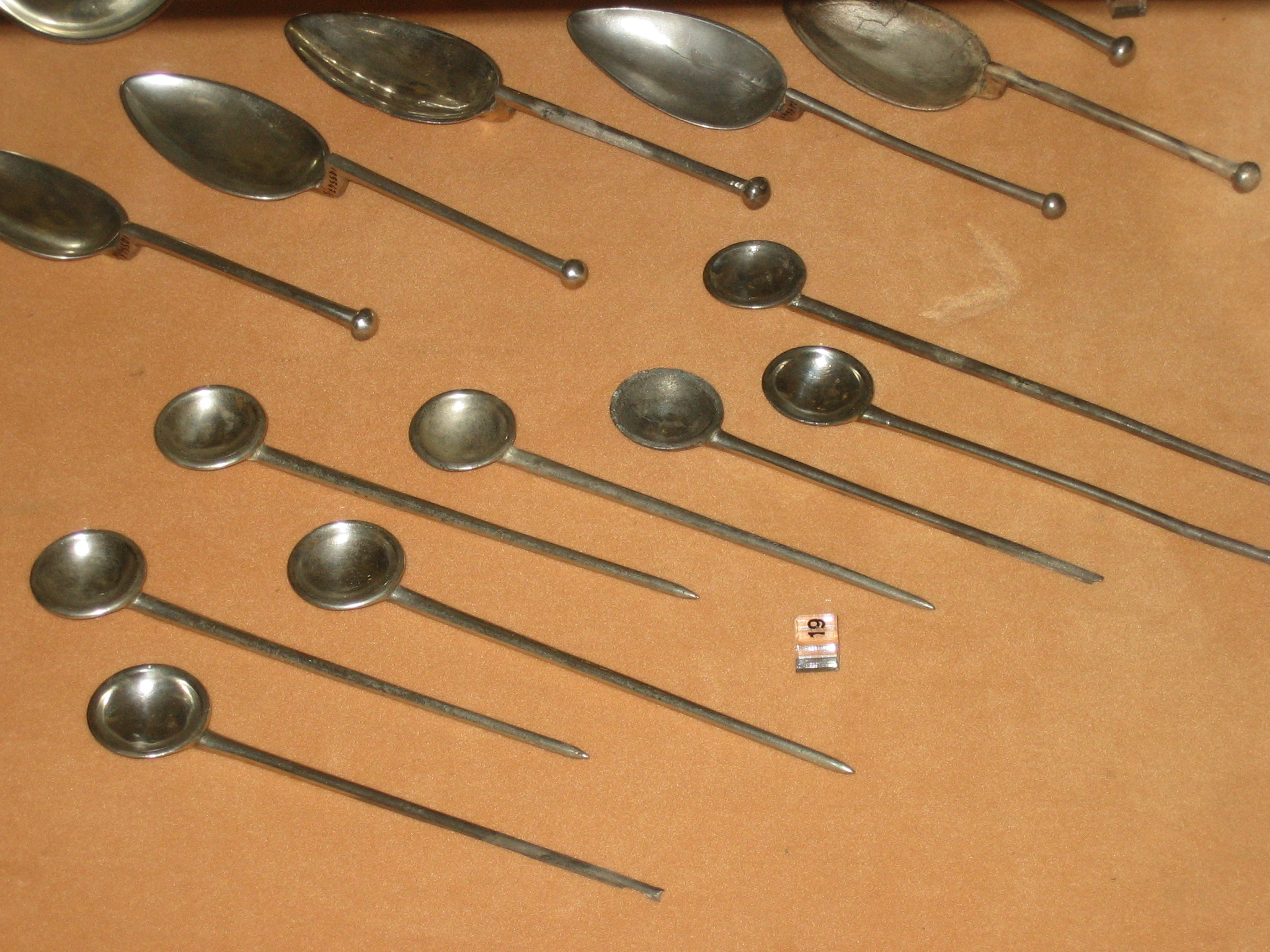
Pompeii kanalak a nápolyi Régészeti Múzeumban

A használat szerint megkülönböztetünk evő-, merítő-, olvasztó- (ólomolvasztó-) stb. kanalakat, melyeknek homorú része tojás, ovoid vagy gömb alakú. A fémkanalakat leginkább öntik. Így a kínaezüst kanalak anyaga alpakka, melyet öntés és kellő módon való megtisztítás után galvános úton megezüstöznek. Az ónkanalakat két részből álló formába öntik. A vaskanalak nagy részét újabban lemezből sajtolják s azután megónozzák, a merítőkanalakat pedig zománcolni szokták.
A 19. században az Érchegységben Schwarzenberg környékén a vaskanalakat 4–6 mm vastag rudakból kovácsolták ki. A kovács először a kanál homorú részéhez való lapot s ezután a nyelet kovácsolta ki, mire az elkészített darabok lapalakú részét homorú üllőn kerek talpú kalapácsokkal behorpasztották és a felesleges anyagot ollóval vágták le vagy pedig lereszelték. Ennek megtörténte után a kanalakat sósavban lecsávázták s ha róluk a reve teljesen levált, fűrészporban megszárították és végül megónozták. Az ónozott kanalak felszínét fényező kalapácsokkal egyengették ki.
A fakanalakat faragják, a szarukanalakat pedig úgy készítik, hogy a szaruból kivágott kanálalakot megmelegítik és famintákba sajtolják.

## Története
Használata visszanyúlik az emberiség legrégibb korába, alakja – a vad és a művelt népeknél egyaránt – évezredek lefolyása alatt lényegileg ugyanaz maradt. Az őskorban agyagból készült, formája kis kagylóalakú csésze volt, melynek egyik oldalából nyél nőtt ki. A nyél általában sokkal rövidebb volt, mint a mai kanálé. Hazai leleteink közül különösen a pilini, szihalmi és tószegi leletekből ismerünk ilyen kanalakat. Svájci leletekből – ahol a tárgyak konzerválóbb rétegben feküdtek – ismerünk fakanalakat is, melyek szintén az újabb kőkorból erednek. 
Az asszírok vörösrézből készítették; az egyiptomiak fából faragott kanalat használtak, a nyelét emberi vagy állati alakok díszítették; a görögöknél arany kanál is előfordult, jobbára azonban homorúra formált kenyértészta szolgált kanálként. Pompejiben találtak bronz kanalakat is, amelyeknek egyenes nyelük van s vagy egészen egyszerűek, vagy lópatkó-alakban végződnek, csészéjük hegyes – valószínűleg azért, mert a kanalat nem csupán folyadék merésére, hanem osztriga és egyéb kagylók fölbontására is használták. 
A középkorban a kanál a misénél is használatos volt: a kehelyben a bort és a vizet kanállal keverték meg és kanállal szedték ki az ostyát az edényből. Az ilyen kanál nyele rövid, csészéje lapos volt. A XIV. és XV. században a francia és a burgundi udvarokban kezdődik a kanállal való fényűzés: ötvösök, zománcolók és elefántcsontfaragók remekeltek a kanál díszes előállításában, amelynek alakja azonban ekkor sem változott. A XVIII. századtól kezdve dívnak azok a kanalak, melyeknek hajlított és lapátalakban végződő nyelük van.